# Liste der Monuments historiques in Salmbach
Die Liste der Monuments historiques in Salmbach führt die Monuments historiques in der französischen Gemeinde Salmbach auf.

## Liste der Objekte
| Bezeichnung | Beschreibung          | Standort                        | Kennzeichnung | Schutzstatus | Datum | Bild           |
| ----------- | --------------------- | ------------------------------- | ------------- | ------------ | ----- | -------------- |
| Kanzel      | Holz, 18. Jahrhundert | in der Kirche St-Étienne (Lage) | PM67000266    | Classé       | 1972  | weitere Bilder |